# ويلهم بيلوسين
ويلهم بيلوسين (بالفرنسية: Wilhem Belocian)‏ هو عداء حواجز فرنسي من أصل غواديلوبي ولد في يوم 25 يونيو 1995 في غواديلوب، إختص بسباقات 110 متر، أبرز إنجازاته هو فوزه بالميدالية البرونزية في بطولة أوروبا لألعاب القوى 2016 في أمستردام.

## روابط خارجية
- ويلهم بيلوسين على موقع الاتحاد الدولي لألعاب القوى (الإنجليزية)
- ويلهم بيلوسين على موقع الاتحاد الفرنسي لألعاب القوى (الفرنسية)
- ويلهم بيلوسين على موقع الدوري الماسي (الإنجليزية)
- ويلهم بيلوسين على موقع اللجنة الأولمبية الدولية (الإنجليزية)
- ويلهم بيلوسين على موقع أوليمبيديا (الإنجليزية)
- ويلهم بيلوسين على موقع اللجنة الأولمبية الفرنسية (مؤرشف) (الفرنسية)